# D. W. Griffith
David Wark Griffith (La Grange, Kentucky, 22 de enero de 1875-Hollywood, 23 de julio de 1948) fue un director cinematográfico estadounidense. Considerado una de las figuras más influyentes de la historia del cine, fue pionero en muchos aspectos del montaje cinematográfico y amplió el arte de la película narrativa.
Griffith es conocido por el público moderno principalmente por dirigir la película El nacimiento de una nación (1915). Es una de las películas de mayor éxito económico de todos los tiempos, que reportó enormes beneficios a los inversores, pero también suscitó una gran controversia por sus representaciones degradantes de los afroamericanos, la glorificación del Ku Klux Klan y su punto de vista racista. La película provocó disturbios en varias ciudades importantes de Estados Unidos e intentos de bloqueo por parte de la NAACP. Griffith realizó su siguiente película, Intolerancia (1916), como respuesta a los críticos, que consideraba que habían difamado injustamente su obra. Dicha película no era una disculpa, ya que Griffith consideraba que no tenía nada de lo que disculparse; en numerosas entrevistas, Griffith dejó en claro que la película era una réplica a sus críticos y que consideraba que ellos eran los intolerantes.
Junto con Charlie Chaplin, Mary Pickford y Douglas Fairbanks, Griffith fundó el estudio United Artists en 1919 con el objetivo de permitir a los actores y directores hacer películas en sus propios términos en contraposición a los de los estudios comerciales. Varias de las últimas películas de Griffith tuvieron éxito, como Lirios rotos (1919), Las dos tormentas (1920) y Las dos huérfanas (1921), pero los elevados costes de producción y promoción le llevaron a menudo al fracaso comercial. Hasta su último largometraje, The Struggle (1931), había realizado unas 500 películas; todas ellas, excepto tres, completamente mudas.

## Biografía
De ascendencia irlandesa, se educó bajo las influencias dominantes en el sur de los Estados Unidos de aquella época, con toda la carga de racismo que esto conllevaba, le influyeron poderosamente en su carrera. Hay que destacar de este prolífico director que realizó más de 500 filmes y colaboró en la creación de muchos otros.
Cuando Griffith tenía 14 años, su madre abandonó la granja donde vivían y donde D.W. Griffith había nacido y se mudó con la familia a Louisville, Kentucky; Allí abrió una pensión, que no tuvo éxito. Luego, Griffith dejó la escuela secundaria para ayudar a mantener a la familia y comenzó a trabajar en una tienda de productos textiles y luego en una librería. Comenzó su carrera creativa como actor en compañías ambulantes. Mientras tanto, estaba aprendiendo a convertirse en dramaturgo, pero tuvo poco éxito. Sólo una de sus obras fue aceptada para representación. Viajó a la ciudad de Nueva York en 1907 en un intento de vender un guion al productor de Edison Studios, Edwin Porter; aunque Porter rechazó el guion, le dio a Griffith un papel de actor en la película Rescued from an Eagle's Nest. A raíz de esta experiencia, Griffith decidió probar suerte como actor y apareció en muchas películas como extra. En 1908 comenzó a trabajar para la AM&B (American Mutoscope & Biograph). En esta misma compañía llegó a ser director en Nueva York y en California, convirtiéndose en productor independiente en 1913.

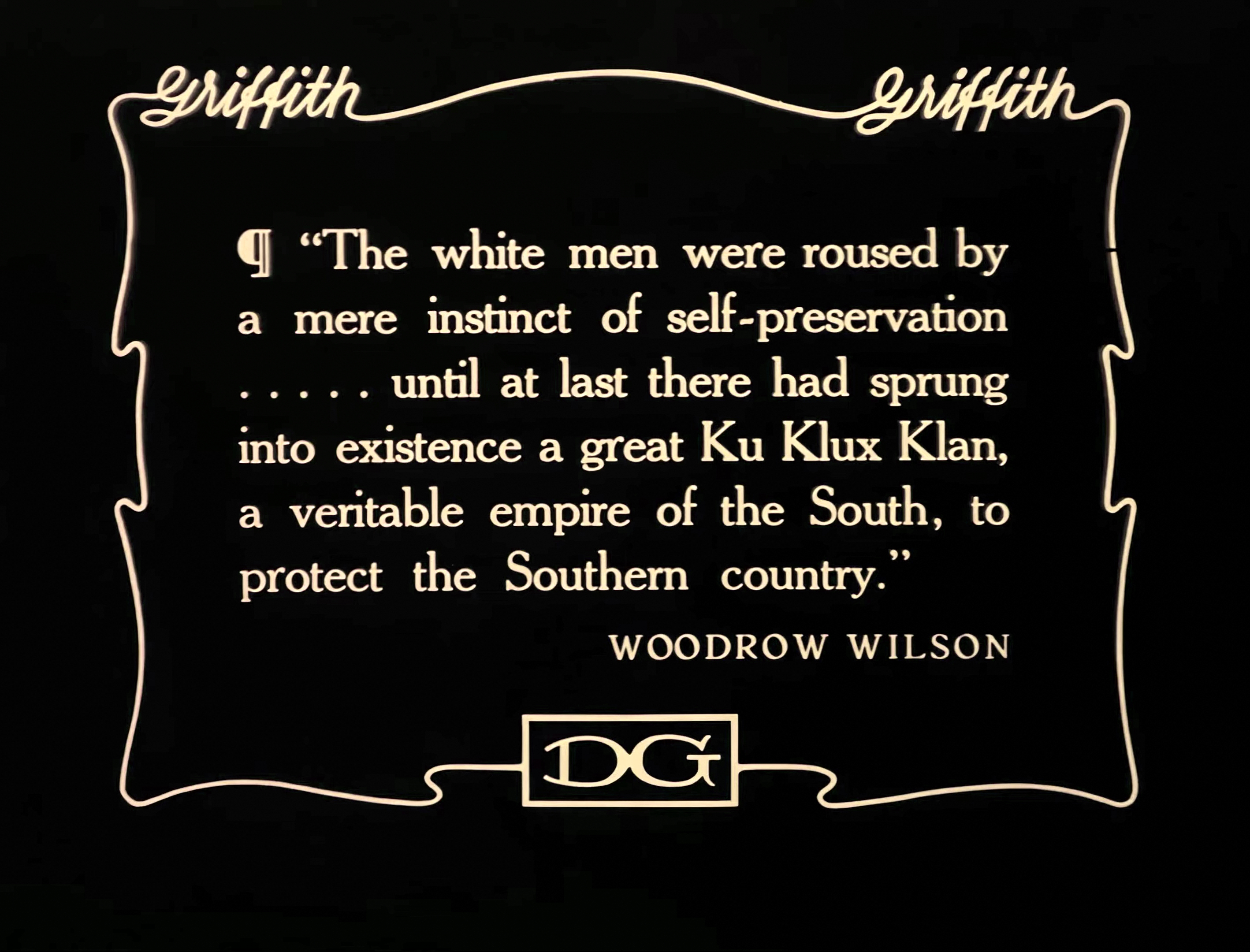
Intertítulo del filme El nacimiento de una nación (1915), de D.W. Griffith

Las películas que dirigió entre 1908 y 1913 para la compañía AM&B le dieron una notable seguridad en su oficio. Con El nacimiento de una nación, en 1915, logró un éxito excepcional, dando al espectáculo cinematográfico sabor auténtico y original. Otro de sus grandes filmes fue Intolerancia, 1916, filme muy ambicioso para su tiempo y que resultó ser uno de los más caros de la historia del cine, aunque también uno de los más influyentes en futuros directores. 

D.W. Griffith, Mary Pickford, Charlie Chaplin (sentado) y Douglas Fairbanks en la firma del contrato por el que se establece el estudio cinematográfico United Artists

En 1919, con Charles Chaplin, Douglas Fairbanks y Mary Pickford, los artistas más cotizados del cine del momento, fundó la United Artists, para producir películas de larga duración al margen del control de los productores y financieros no creativos del cine.
Griffith siguió realizando películas con su sello especial hasta el advenimiento del cine sonoro. Solamente realizó dos películas sonoras: Abraham Lincoln, 1930, y The Struggle, 1931. El cine sonoro significó su fin como director.

### Fallecimiento
En la mañana del 23 de julio de 1948, Griffith fue descubierto inconsciente en el vestíbulo del hotel Knickerbocker de Los Ángeles, donde vivía solo. Murió de una hemorragia cerebral a las 3:42 p. m. camino a un hospital de Hollywood. Se llevó a cabo un servicio conmemorativo público en su honor en el Templo Masónico de Hollywood. Está enterrado en el cementerio de la Iglesia Metodista Mount Tabor en Centerfield, Kentucky. En 1950, el Gremio de Directores de Estados Unidos proporcionó un monumento de piedra y bronce para su tumba.

## El padre del cine moderno
Estudios tempranos de la historia del cine mostrarían a Griffith como «El padre del cine moderno», partiendo de un artículo escrito por él mismo en un periódico poco después de su salida de AM&B en 1913. En este filme afirmaba ser el creador del lenguaje cinematográfico, por usar técnicas tales como el primer plano o el flashback. Los primeros historiadores de cine, sin tener acceso a muchos de los filmes producidos antes de 1913, declararon a Griffith como el padre del cine.

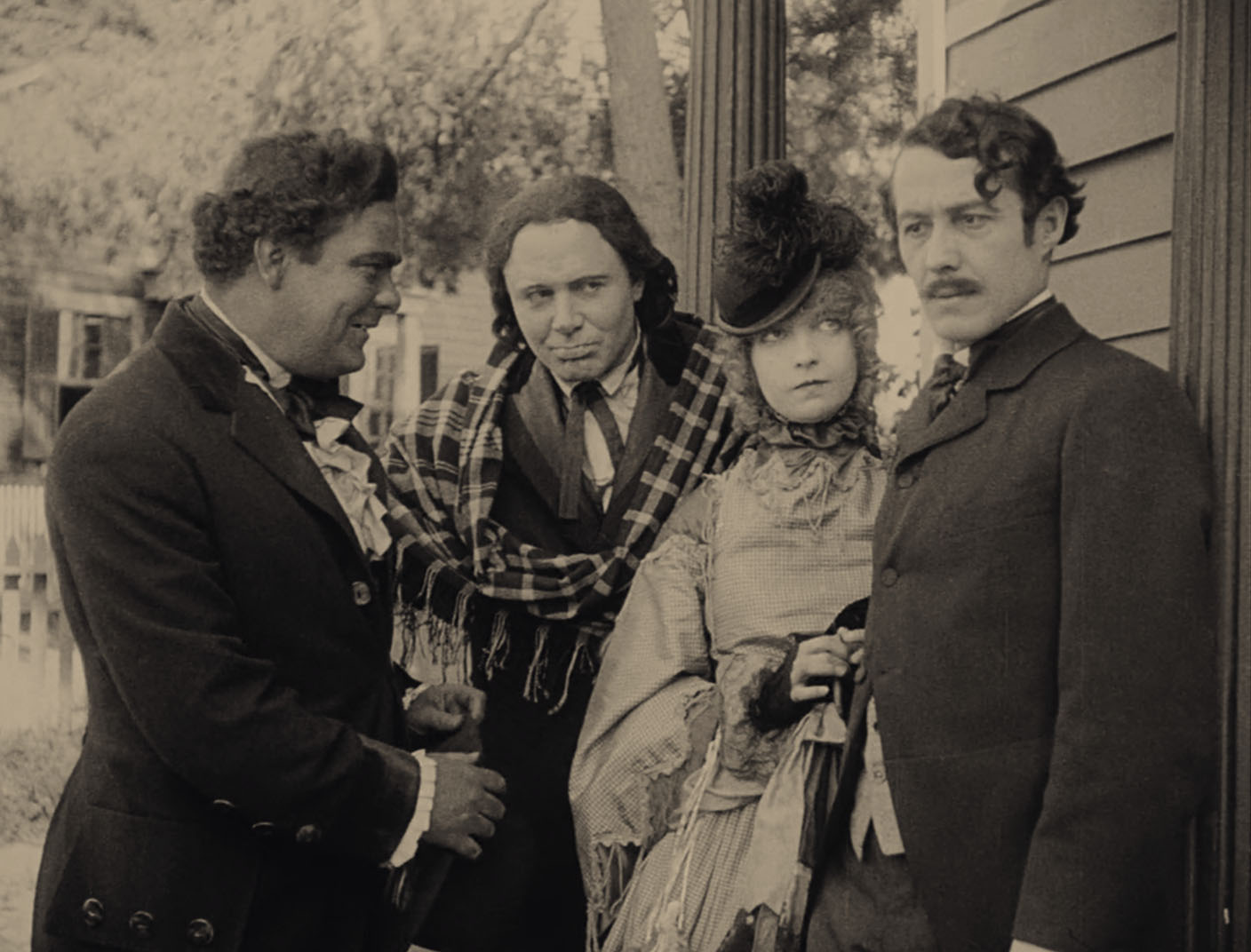
The Birth of a Nation es una película muda estadounidense de 1915 dirigida por D. W. Griffith. Es, debido a su técnica, una de las más famosas de la época del cine mudo, con avances técnicos no utilizados hasta esas épocas que tornaron a la película en un notable progreso en cuanto a la aún joven cinematografía.

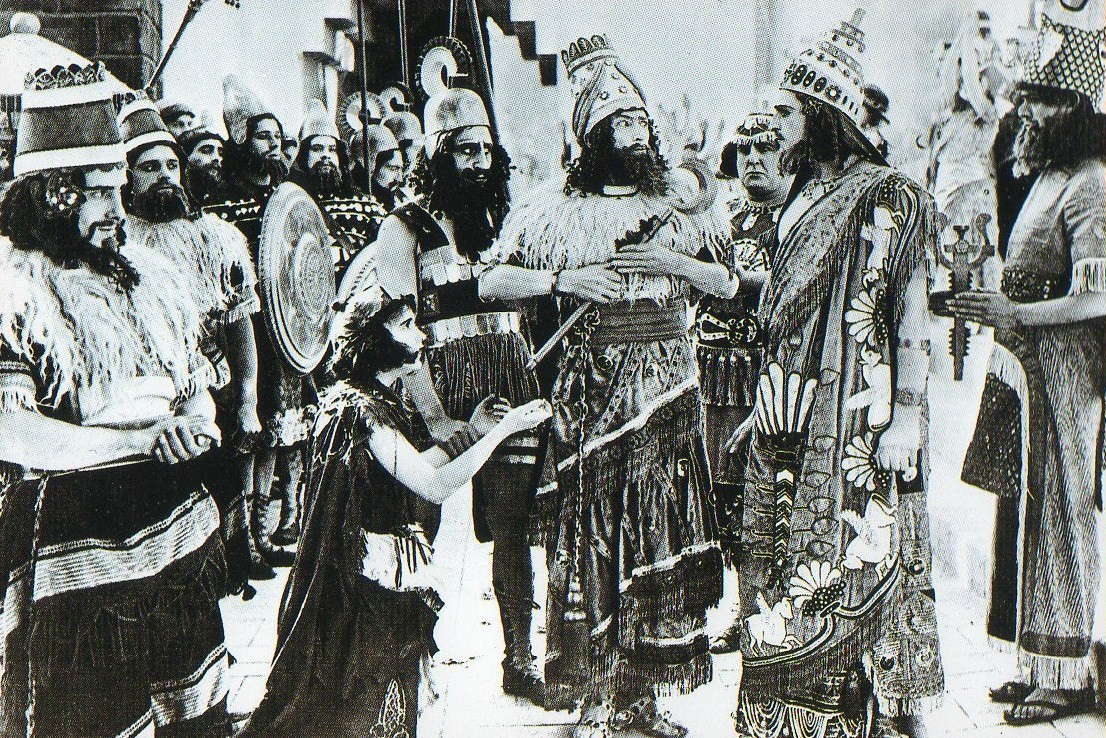
Fotograma del filme Intolerancia, de D. W. Griffith.

Sin embargo, estudios más recientes y el descubrimiento de varios filmes (Brighton Conference) han demostrado que una amplia variedad de realizadores también trabajaban en explorar nuevas técnicas narrativas y estéticas para el cine en Gran Bretaña, Francia, Italia y los Estados Unidos. Edwin Porter, por nombrar a uno de ellos, hace muestra de algunas técnicas narrativas en The life of an American fireman (1903) así como del desarrollo de nuevas técnicas de edición en The great train robbery (1903) con la incorporación de escenas paralelas. Porter sigue el cine de la Escuela de Brighton, que conoció en Europa. 
La importancia de Griffith como realizador fue su capacidad de utilizar y combinar aquellas técnicas. Calificar a Griffith como El padre del cine moderno es, por esto, aplicable a la figura de este creador. Su imaginación y su gran destreza detrás de las cámaras lo hacen uno de los directores de cine más importantes de esa época.
Durante el periodo en que el cine comenzaba se crearon tres tipos de discurso cinematográfico:
- El discurso de los Lumière. Pretende plasmar la realidad, no obstante manipula lo que aparece en imagen (lo mediatiza), al buscar composiciones que recogieran los estilos pictóricos en boga en la época. Precisamente, este eco hizo que el cine llamase la atención del público ya acostumbrado a los inventos que captaban la imagen en movimiento, como el quinetoscopio u otros similares.
- El discurso de Méliès. Aplica a la puesta en escena la tradición carnavalesca y de las fiestas populares, dando a sus películas un cierto aire fantasioso.
- El discurso de Griffith. Combina la imagen cinematográfica con el discurso propio de la novela decimonónica, dando así nacimiento al relato cinematográfico.

Al discurso de los Lumière y de Méliès se los engloba como Modo de representación primitivo. No es algo exclusivo de estos primeros cineastas sino de todos los que realizaban cine en aquella época.
En contraposición, se encuentra el discurso de Griffith y el de la mayoría de los que siguieron. Se les engloba bajo la etiqueta de Modo de representación institucional según el crítico y teórico francés Nöel Burch.
Según el teórico Ángel Faretta,

Griffith crea tres conceptos o elementos que son a la vez heurísticos y estéticos —siendo también polémicos—. Digamos que Griffith tiene como tarea fundamental, ab initio, la de desviar o separarse del modelo fotográfico-teatral heredado de la ya acuñada modernidad, tarea que fue impensable para el tándem constituido por Lumière y Méliès quienes (a pesar de aquellos que aún intentan diferenciarlos desde un punto de vista teñido de eurocentrismo nostálgico) prosiguieron, in toto, con la tarea de la continuidad fotográfico-teatral, preocupándose tan solo en «polemizar» instrumentalmente con el modo de realidad o verosímil con el cual trabajarían.
Teniendo esto presente, Griffith transforma radicalmente el espacio fotográfico-teatral como modelo o paradigma del distribucionismo burgués, creando tres elementos heurísticos que son a la vez, y sin solución de continuidad, elementos formales y estéticos. Ellos son: el fuera de campo, el principio de simetría y el eje vertical.

Griffith además fue el descubridor de muchas estrellas de la naciente industria fílmica norteamericana, entre las que se encuentran: las hermanas Lillian y Dorothy Gish, Mae Marsh, Blanche Sweet, Mack Sennett (cómico canadiense imitador de Max Linder), y sobre todo Mary Pickford, quien pronto se convertiría en «la novia de América».

## Filmografía
De las más de 500 películas que rodó, se puede destacar:
- 1908: The Guerrilla
- 1909: A Corner in Wheat
- 1909: Those Awful Hats
- 1909: The Mended Lute
- 1909: El teléfono
- 1910: The Impalement
- 1910: The House with Closed Shutters
- 1911: A Woman Scorned
- 1912: The Musketeers of Pig Alley
- 1912: The Girl and her Trust
- 1913: The Perfidy of Mary
- 1914: La matanza
- 1914: Hogar, dulce hogar
- 1914: Judith de Bethulia
- 1914: La batalla de los sexos
- 1914: La conciencia vengadora
- 1914: The Escape
- 1914: The Life of General Villa
- 1915: El nacimiento de una nación
- 1916: Intolerancia
- 1918: Corazones del mundo
- 1918: El gran amor
- 1918: Lo más grande en la vida
- 1919: Días rojos
- 1919: Lirios rotos
- 1919: El mayor problema
- 1919: Pobre amor
- 1919: Sobre las ruinas del mundo
- 1919: Un mundo aparte
- 1920: Flor de amor
- 1920: Las dos tormentas
- 1920: The Idol Dancer
- 1921: La calle de los sueños
- 1922: Las dos huérfanas
- 1922: Una noche misteriosa
- 1923: Flor que renace
- 1924: América
- 1924: La aurora de la dicha
- 1925: Crimen y castigo
- 1925: Sally, la hija del circo
- 1926: Las tristezas de Satán
- 1928: La batalla de los sexos
- 1928: Su mayor victoria
- 1929: La melodía del amor
- 1930: Abraham Lincoln
- 1931: The Struggle

## Legado

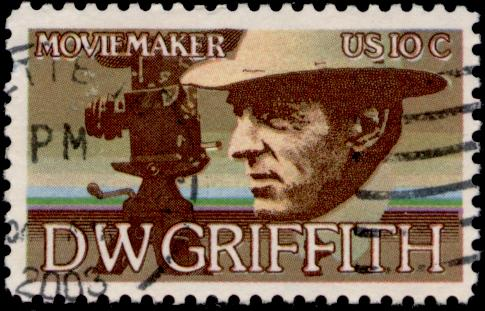
Sello emitido por el Servicio Postal de los Estados Unidos en 1975 para conmemorar el centenario del nacimiento de Griffith.

El intérprete y director Charlie Chaplin llamó a Griffith "El maestro de todos nosotros". Cineastas como Alfred Hitchcock, Lev Kuleshov, Jean Renoir, Cecil B. DeMille, King Vidor, Victor Fleming, Raoul Walsh, Carl Theodor Dreyer, Sergei Eisenstein, y Stanley Kubrick han elogiado a Griffith.

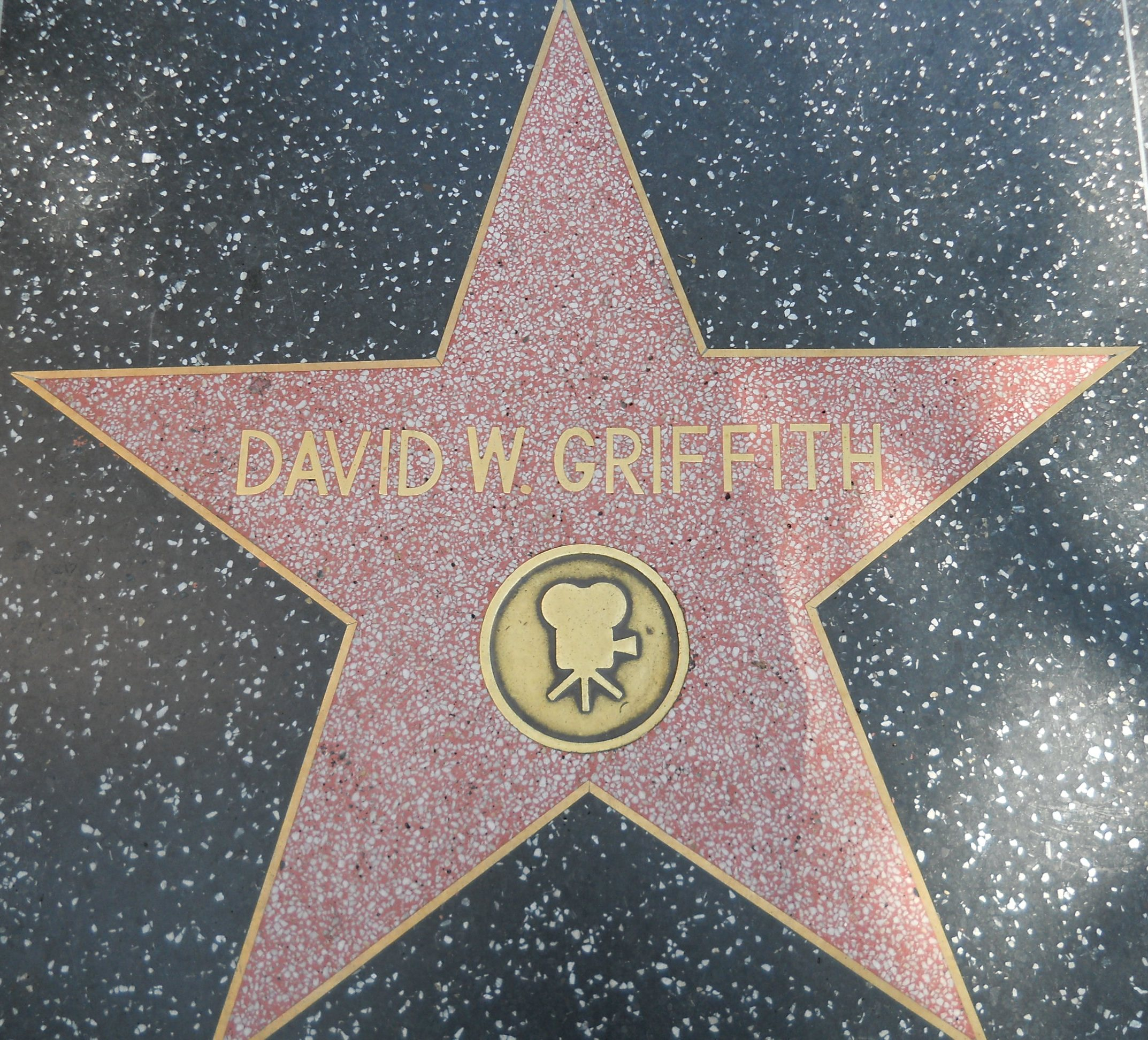
La estrella de Griffith en el Paseo de la Fama de Hollywood.

Griffith parece haber sido el primero en comprender cómo determinadas técnicas cinematográficas podían utilizarse para crear un lenguaje expresivo; ganó reconocimiento popular con el lanzamiento de su El nacimiento de una nación (1915). Sus primeros cortometrajes, como The Musketeers of Pig Alley (1912) de Biograph, muestran cómo la atención de Griffith a la ubicación de la cámara y la iluminación aumentaban el estado de ánimo y la tensión. Al hacer Intolerancia, Griffith abrió nuevas posibilidades para el medio, creando una forma que parece deber más a la música que a la narrativa tradicional.
- En el episodio de 1951 de Philco Television Playhouse "El nacimiento de las películas", se describieron eventos de la carrera cinematográfica de Griffith. Griffith fue interpretado por John Newland.
- En 1953, el Directors Guild of America (DGA) instituyó el Premio D. W. Griffith, su máximo honor. Sin embargo, el 15 de diciembre de 1999, el entonces presidente de la DGA, Jack Shea, y la Junta Nacional de la DGA anunciaron que el premio pasaría a llamarse "Premio DGA Lifetime Achievement Award". Afirmaron que, aunque Griffith era extremadamente talentoso, sentían que su película El nacimiento de una nación había "ayudado a fomentar estereotipos raciales intolerables" y que, por tanto, era mejor no tener el máximo premio con su nombre.
- El 8 de febrero de 1960, Griffith recibió póstumamente una estrella en el Paseo de la Fama de Hollywood, ubicado en 6535 Hollywood Boulevard.[25]
- En 1975, Griffith fue honrado con un sello postal de 10 centavos de los Estados Unidos.[12]
- La película de comedia estadounidense de 1976 Nickelodeon rinde homenaje en parte a los cineastas mudos e incluye imágenes de El nacimiento de una nación.
- D.W. La escuela secundaria Griffith en Los Ángeles lleva el nombre de Griffith.[26]
- En 2008, el Museo del Patrimonio de Hollywood organizó una proyección de las primeras películas de Griffith para conmemorar el centenario de su inicio en el cine.[27]
- El 22 de enero de 2009, el Centro de Historia Oldham en La Grange, Kentucky, inauguró un teatro de 15 asientos en honor de Griffith. El teatro cuenta con una biblioteca de películas de Griffith disponibles.